# Kankū

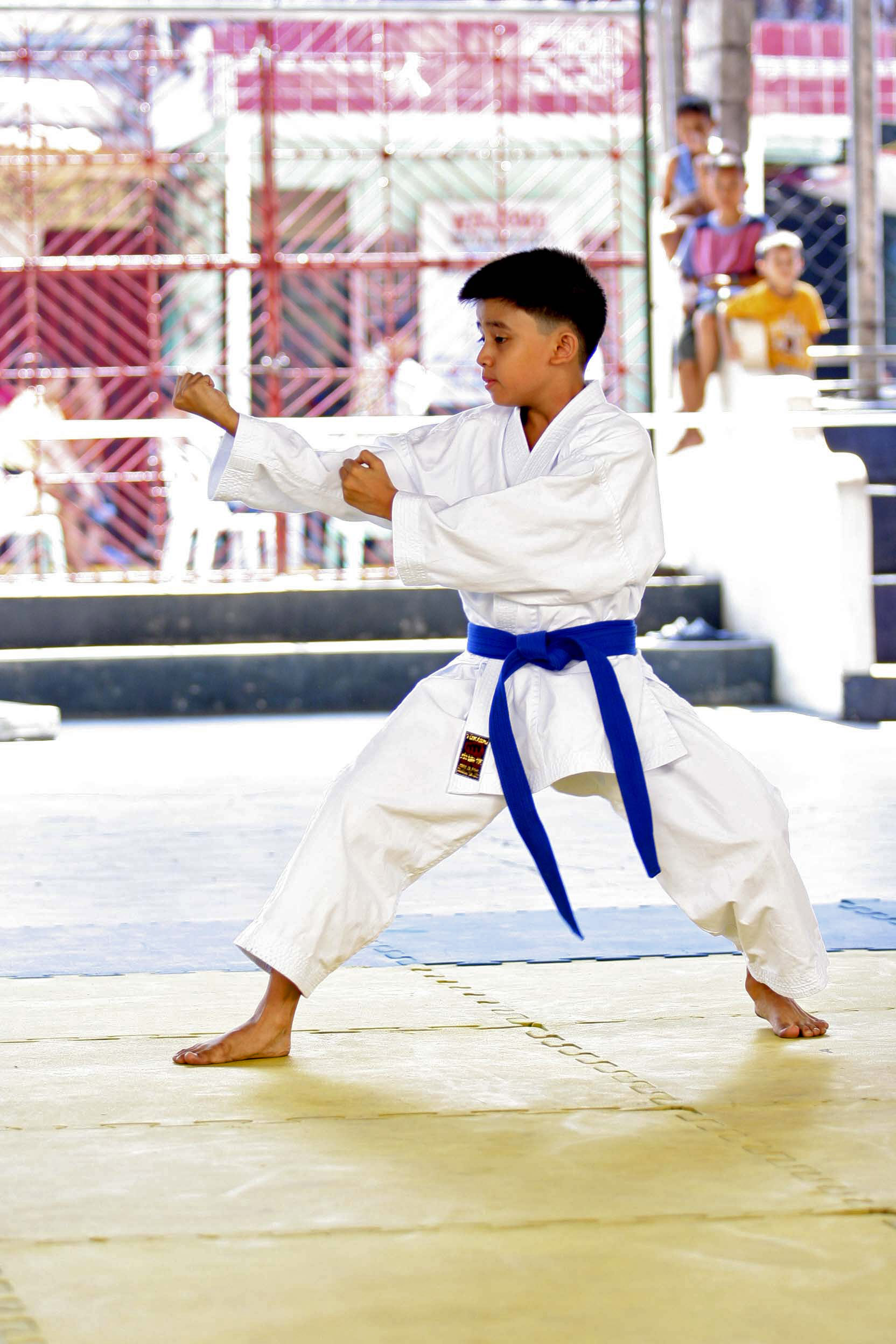
Kankū

Kankū (観空 Kankū?, “mirada al cielo”) es una serie de katas del estilo Shotokan de karate, que fueron renombradas desde “Kūshankū” por Gichin Funakoshi. Es un kata importante dentro de muchos estilos de karate, y se cree que proviene de un diplomático chino que viajó a Okinawa. 

## Etimología
El nombre Kūsankū or Kōsōkun (公相君) usado en los sistemas de karate okinawenses se refiere a una persona de nombre Kūsankū, diplomático chino proveniente de Kukien quien se cree que viajó a Okinawa a enseñar su sistema de lucha. En los sistemas de karate japoneses el kata se conoce como Kankū desde que Gichin Funakoshi lo renombró en la década de 1930.
En Tang Soo Do se pronuncia en coreano algo así como Kong Sang Koon (en hangul, 공상군; en hanja, 公相君), de acuerdo con la pronunciación hanja de 公相君.

## Historia
En el año 1762, un barco como regalo enviado a Satsuna (el clan japonés asentado en la isla japonesa más al sur, Kyushu) desde las Ryukyus (el archipiélago del cual Okinawa era la isla principal) se hundió durante una tormenta y terminó en la provincia de Tosa (nombrada a partir del clan Tosa) en la isla de Shikoku, donde permanecieron durante un mes.
Al escolar confucionista de Tosa, Ryoen Tobe, se le pidió que recogiera los testimonios de la tripulación. Esta colección es conocida como la “Oshima Hikki” (literalmente, la “nota de Oshima”, el nombre del área de Tosa donde acabó la embarcación). En este libro, hay un testimonio provocador de un tarl Shionka Peichin describiendo a un hombre de China llamado Koshankin, quien demostró una técnica de agarre.
Es comúnmente aceptado que Joshankin era el creador del kata okinawense Kūsankū/Kankū, o al menos sirvió como inspiración. Sin embargo, no está completamente claro que así sea.

## Katas
1. Kankū Dai
2. Kankū Sho

### Equivalencias entre estilos
- Kankū: Shotokan.
- Kūsankū: estilos derivados de Ankō Itosu.
- Chibana no Kūsankū: Shudokan.
- Takemura no Kūsankū: Bugeikan y Gensei-ryū.
- Shiho Kūsankū: Shitō-ryū.
- Yara no Kūsankū: estilos derivados de Chotoku Kyan.
- Kong Sang Koon: Tang Soo Do.